# Cinque Ports

Bandiera araldica dei Cinque Ports.

La Confederazione dei Cinque Ports (sɪŋk pɔərts, dal normanno Cinque Porti, in inglese Five Ports) era una lega formata da alcune cittadine portuali che si affacciano sulla sponda inglese del Canale della Manica. La loro posizione, nel punto più trafficato della Manica, vista la vicinanza delle coste francesi ed inglesi, favorì non poco il loro sviluppo. La confederazione sopravvive tuttora, ma oggi ha un ruolo esclusivamente cerimoniale.

## Storia

Mappa dei Cinque Ports.

Sotto i regni di Edoardo il Confessore prima e di Guglielmo I d'Inghilterra poi, cinque porti inglesi, situati nelle regioni del Kent e del Sussex, ottennero grandi libertà dal punto di vista giuridico e fiscale; addirittura, sotto Edoardo I vennero espressamente menzionati nell’articolo 9 della Magna Carta (l’ultima, quella del 1297). I porti, Hastings, New Romney, Dover, Hythe e Sandwich, dovevano fornire per un periodo di quaranta giorni uomini e navi al re in caso di guerra oltremare, in cambio godevano di franchigie doganali, di grandi libertà nei commerci e di autonomia in materia penale e civile nei confronti dell'Ammiragliato. I Cinque Ports dovevano rispondere solamente a un magistrato, il Lord Warden of the Cinque Ports. Alle prime cinque città si allearono come ancient towns Rye e  Winchelsea mentre entrarono nella confederazione come Limbs Faversham, Folkestone, Margate (Limbs di Dover), Lydd (Limb di New Romney), Tenterden (Limb di Rye), Deal e Ramsgate (Limbs di Sandwich).
L'importanza dei Cinque Ports iniziò a declinare con la creazione, da parte dei Tudor, di una marina reale permanente. Inoltre, nel XIX secolo una riforma amministrativa ne ridusse notevolmente i poteri.